# Nőtincs
Nőtincs [ˈnøːtinʧ] (slowakisch Netejč, deutsch Nititsch) ist eine Gemeinde im Norden Ungarns im Komitat Nógrád.

## Demographische Daten
Laut der Volkszählung von 2001 verfügt der Ort über 1213 Einwohner. Davon sind 96,3 % Ungarn; 0,6 % Zigeuner (bzw. Sinti und Roma); 0,4 % Deutsche; 0,4 % Slowaken sowie 3,6 % ohne nähere Angaben. Im Ort befinden sich 466 Wohneinheiten. 

## Religionszugehörigkeit
- Römisch-katholisch: 83,1 %
- Griechisch-katholisch: 0,5 %
- Reformierte: 2,8 %
- Lutheraner: 3,6 %
- Andere Glaubenszugehörigkeiten: 0,4 %
- Konfessionslos: 3,1 %
- Keine Angabe: 6,4 %.

## Namensherkunft
Die Herkunft des Ortsnamens ist ungewiss. Laut Lajos Kiss soll er vom slawischen Wort Netyko herleitbar sein, anderen zufolge soll er auf die ebenfalls slawischen Wörter Neteč oder Neteča zurückgeführt werden können.
Es gibt auch eine Volksmund-Theorie: Nach mündlicher Überlieferung soll sich im Zsukma-Tal (Zsukma-völgy) auf dem Türkenhügel (Török-domb) der Harem des Paschas von Nógrád befunden haben. Einige der dort gefangen gehaltenen ungarischen Mädchen sollen aus ihren Zöpfen ein Seil gefertigt haben, mit welchem sie sich aus dem Burgfenster herabgelassen haben sollen. Auf der Flucht haben sie die abgeschnittenen Zöpfe fallen lassen. Daher soll man das Dorf „Nőtincs“ (nő = „Frau“; tincs = „Locke“) genannt haben.

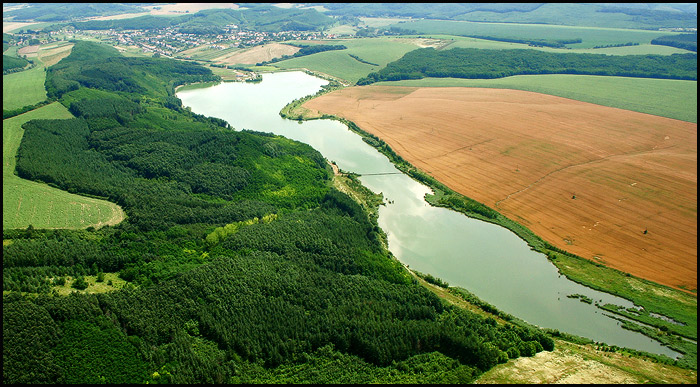
Der Nőtincs-See

## Lage
Nőtincs liegt im nordwestlichen Teil des Komitats Nógrád am Fuße des Naszály-Berges. Westlich vom Dorf erheben sich viele Berge, das Börzsöny-Gebirge. Das Dorf liegt an der E77 (In Ungarn Hauptverkehrsstraße 2). Es liegt etwa 52 km von der Hauptstadt Budapest entfernt. Das Dorf ist von der Cserháter Hügellandschaft sowie vom Berg Naszály umschlossen.

### Ortschaften in der Umgebung
- Nógrád, Felsőpetény, Ősagárd, Alsópetény, Rétság, Berkenye, Szendehely

## Geschichte
Anhand archäologischer Funde wird angenommen, dass die Gegend von Nőtincs schon in der Urzeit besiedelt war. Zur Zeit der Landnahme der Ungarn war es wahrscheinlich in königlichem Besitz. Die erste urkundliche Erwähnung stammt aus dem Jahre 1317 unter dem Namen Neutych. Im Laufe der folgenden Jahrhunderte tauchten unter anderem die folgenden Namen in verschiedenen Dokumenten auf: Neuchech, Newtyth, Newtheth. Im 17. Jahrhundert ist der Name Nőtencs bezeugt. Bis zum Aussterben des Árpád-Geschlechtes blieb der Ort in königlichem Besitz. 1549 gelangte er unter türkische Besatzung. Im 18. Jahrhundert kamen viele slowakische Einwanderer.

## Sehenswürdigkeiten

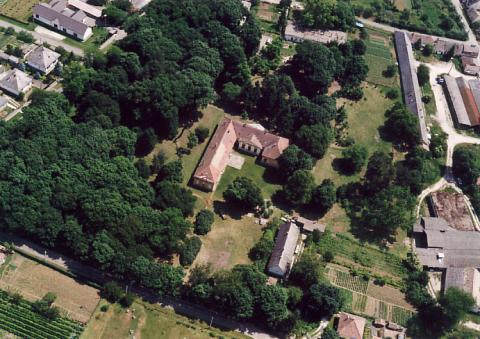
Gyurcsányi-Scitovszky-Kurie

- Römisch-katholische Kirche: 1415 im gotischen Stil errichtet. 1720 im barocken Stil umgebaut.
- Gyurcsányi-Scitovszky-Kurie: 1809 auf Anordnung der Gyurcsányi-Familie erbaut. Klassizistischer Stil.
- Statue des Hlg. Florian: In den 1780er Jahren errichtet. Sie besteht aus bemaltem Sandstein. Vermutlich aus Anlass der vorherigen verheerenden Brandschäden aufgestellt.
- Kapelle des Hlg. Johannes von Nepomuk: 1892 errichtet.

## Persönlichkeiten
- Tibor Scitovszky (1875–1959), Diplomat und Politiker